# أوكرانيا في الألعاب البارالمبية
شاركت أوكرانيا لأول مرة في الألعاب البارالمبية خلال دورة الألعاب البارالمبية الصيفية 1996 في أتلانتا، حيث مثل البلد حينها ثلاثون رياضيا في مسابقات الرماية وألعاب القوى ورياضة القوة والسباحة والكرة الطائرة جلوس. وقد فاز فاسيل ليشينسكي بأول ميدالية ذهبية بارالمبية لأوكرانيا في مسابقة رمي الجلة، كما فاز الأوكران في تلك الدورة بأربع ميداليات فضية واثنتين برونزية.
وكان الأوكران قد شاركوا سابقا في الألعاب لكن ضمن وفد الاتحاد السوفيتي في 1988 ‏، وكجزء من الفريق الموحد في 1992 ‏.
بعد استقلالها عن الاتحاد السوفيتي، غابت أوكرانيا عن الألعاب الشتوية لعام 1994، لكنها شاركت لأول مرة في الألعاب الشتوية خلال دورة 1998 الشتوية في ناغانو اليابانية. وقد شاركت أوكرانيا منذ ذلك الحين في كل دورة من دورات الألعاب الصيفية والشتوية، وحققت نجاحًا ملحوظًا.

## النجاح في الألعاب البارالمبية
منذ أن بدأت أوكرانيا مشاركتها في الألعاب كدولة مستقلة سنة 1996، فاز الرياضيون الأوكران بما مجموعه 472 ميدالية في الألعاب البارالمبية الصيفية، منها 149 ذهبية، و213 فضية، و213 برونزية، مما جعلها تحتل المرتبة 14 في جدول ميداليات الألعاب البارالمبية. أما في الألعاب البارالمبية الشتوية فقد حصدت أوكرانيا 141 ميدالية: 38 ذهبية، 51 فضية، و52 برونزية. بهذا العدد من الميداليات، تُعد أوكرانيا الأكبر من حيث الفوز بالميداليات الذهبية ومن حيث مجموع الميداليات الإجمالية بين الدول السوفييتية السابقة، باستثناء روسيا في الألعاب البارالمبية.
في عقد 2000، تطور مستوى الرياضيين الأوكران في الألعاب البارالمبية بشكل ملحوظ. فبينما كانت الحصيلة في الألعاب البارالمبية الصيفية 1996 سبع ميداليات والمركز 44، تحسن أداء الأوكران كثيرا في سيدني بحصدهم 37 ميدالية، منها ثلاث ذهبيات فقط، لتحل أوكرانيا في المركز 35. ثم ارتقت إلى مصاف الدول الكبرى في ألعاب 2004 في أثينا، بفوزها ب55 ميدالية منها 24 ذهبية، مما وضعها في المركز السادس في جدول الميداليات. وفي بكين 2008 فاز الأوكران بـ74 ميدالية، منها 24 ذهبية، محتلة المركز الرابع بعد الصين الأولى، المملكة المتحدة الثانية، والولايات المتحدة الثالثة.
كما حققت أوكرانيا نجاحا كبيرا في الألعاب البارالمبية الشتوية، وكان أفضل إنجاز لها في ألعاب 2022 في بكين أين حصدت 29 ميدالية، منها 11 ذهبية، لتحل ثانية خلف الصين.
ويُنسب إلى فاليري سوشكيفيتش، السباح السابق والبرلماني في المجلس الأعلى الأوكراني، الفضل في "إطلاق حركة البارالمبية في البلاد". حيث ساعد في إنشاء مركز بارالمبي وطني في 2002، وضمان حصول الرياضيين البارالمبيين الأوكران على ميزانية مستقلة، وهو ما وصفته المسؤولة الرياضية كارينا ماتياش بأنه: "أكبر إنجاز لأوكرانيا [...] لدينا ميزانيات منفصلة للأولمبياد والبارالمبياد، في حين أن معظم الدول الأخرى تحصل فقط على ما يتبقى من ميزانية الأولمبياد". ووصف السباح البارالمبي الفائز بأربع ذهبيات ماكسيم فيراكسا سوشكيفيتش بأنه "شخصية بمثابة الأب تهتم بكل رياضي".
وأشارت مجلة لفيف اليوم في 2010 إلى أن "الفريق البارالمبي الأوكراني شهد دفعة كبيرة في حجم التدريب والدعم الذي يتلقاه في السنوات الأخيرة"، مما ساهم في حدوث "تقدم استثنائي" في الألعاب الشتوية تحديداً: "فمن المركز 18 في سولت ليك سيتي 2002، صعدت أوكرانيا إلى المركز الثالث (الثاني من حيث عدد الميداليات الإجمالية) بعد أربع سنوات في تورينو". كما ذكرت تشاينا ديلي سنة 2008 أن نسبة الميداليات إلى عدد الرياضيين في أوكرانيا أظهرت أن أوكرانيا "صار ثقلها في المنافسات جليا بوضوح". وذكرت مجلة نيو ديزابيليتي: "الدولة الوحيدة التي ظلت باستمرار ضمن أكثر الدول فوزاً بالميداليات في الألعاب البارالمبية الصيفية والشتوية الأخيرة هي أوكرانيا، وذلك بفضل استراتيجية وطنية رئيسية لدعم الرياضيين البارالمبيين".
ومن أبرز الرياضيين الأوكران فيكتور سميرنوف، الذي فاز بخمس ميداليات ذهبية (إضافة إلى فضية وبرونزية) في السباحة (الفئة 11) في ألعاب 2004. كما فازت أوكرانيا بمسابقة كرة القدم لذوي الشلل الدماغي للرجال في 2004 ودافعت عن لقبها بنجاح في 2008. إضافة إلى ذلك، حصد الأوكران ميداليات ذهبية في ألعاب القوى والتزلج الريفي والبياثلون، فضلا عن ذهبية واحدة في رفع الأثقال في 2004 عبر ليديا سولوفيوفا في فئة السيدات وزن 40 كغ، وأخرى في المبارزة على الكراسي المتحركة في نفس السنة عبر أندري كومار في مسابقة المبارزة بسلاح الشيش للرجال للفئة بي.

## الميداليات
المصدر:
| الألعاب            | عدد الرياضيين            | الذهبية                  | الفضية                   | البرونزية                | المجموع                  | الترتيب                  |
| ------------------ | ------------------------ | ------------------------ | ------------------------ | ------------------------ | ------------------------ | ------------------------ |
| 1960–1988          | جزء من الاتحاد السوفيتي ‏ | جزء من الاتحاد السوفيتي ‏ | جزء من الاتحاد السوفيتي ‏ | جزء من الاتحاد السوفيتي ‏ | جزء من الاتحاد السوفيتي ‏ | جزء من الاتحاد السوفيتي ‏ |
| برشلونة 1992       | جزء من الفريق الموحد ‏    | جزء من الفريق الموحد ‏    | جزء من الفريق الموحد ‏    | جزء من الفريق الموحد ‏    | جزء من الفريق الموحد ‏    | جزء من الفريق الموحد ‏    |
| أتلانتا 1996       | 30 ‏                      | 1                        | 4                        | 2                        | 7                        | 44                       |
| سيدني 2000         | 67 ‏                      | 3                        | 20                       | 14                       | 37                       | 35                       |
| أثينا 2004         | 90 ‏                      | 24                       | 12                       | 19                       | 55                       | 6                        |
| بكين 2008          | 117 ‏                     | 24                       | 18                       | 32                       | 74                       | 4                        |
| لندن 2012          | 148                      | 32                       | 24                       | 28                       | 84                       | 4                        |
| ريو دي جانيرو 2016 | 172 ‏                     | 41                       | 37                       | 39                       | 117                      | 3                        |
| طوكيو 2020         | 138                      | 24                       | 47                       | 27                       | 98                       | 6                        |
| باريس 2024         | 74                       | 22                       | 28                       | 32                       | 84                       | 7                        |
| المجموع            | المجموع                  | 171                      | 190                      | 193                      | 554                      | 14                       |

| الألعاب             | عدد الرياضيين            | الذهبية                  | الفضية                   | البرونزية                | المجموع                  | الترتيب                  |
| ------------------- | ------------------------ | ------------------------ | ------------------------ | ------------------------ | ------------------------ | ------------------------ |
| 1976–1988           | جزء من الاتحاد السوفيتي ‏ | جزء من الاتحاد السوفيتي ‏ | جزء من الاتحاد السوفيتي ‏ | جزء من الاتحاد السوفيتي ‏ | جزء من الاتحاد السوفيتي ‏ | جزء من الاتحاد السوفيتي ‏ |
| ألبرتفيل 1992       | جزء من الفريق الموحد ‏    | جزء من الفريق الموحد ‏    | جزء من الفريق الموحد ‏    | جزء من الفريق الموحد ‏    | جزء من الفريق الموحد ‏    | جزء من الفريق الموحد ‏    |
| ليلهامر 1994        | لم تُشارك                 | لم تُشارك                 | لم تُشارك                 | لم تُشارك                 | لم تُشارك                 | لم تُشارك                 |
| ناغانو 1998         | 11 ‏                      | 3                        | 2                        | 4                        | 9                        | 14                       |
| سالت لايك سيتي 2002 | 10 ‏                      | 0                        | 6                        | 6                        | 12                       | 18                       |
| تورينو 2006         | 12 ‏                      | 7                        | 9                        | 9                        | 25                       | 3                        |
| فانكوفر 2010        | 19 ‏                      | 5                        | 8                        | 6                        | 19                       | 4                        |
| سوتشي 2014          | 23 ‏                      | 5                        | 9                        | 11                       | 25                       | 4                        |
| بيونغ تشانغ 2018    | 22 ‏                      | 7                        | 7                        | 8                        | 25                       | 6                        |
| بكين 2022           | 20                       | 11                       | 10                       | 8                        | 29                       | 2                        |
| المجموع             | المجموع                  | 38                       | 51                       | 52                       | 141                      | 10                       |

| الرياضة                      | ذهبية | فضية | برونزية | المجموع |
| ---------------------------- | ----- | ---- | ------- | ------- |
| السباحة                      | 83    | 80   | 80      | 243     |
| ألعاب القوى                  | 38    | 56   | 44      | 138     |
| الجودو                       | 4     | 4    | 12      | 20      |
| رفع الأثقال                  | 4     | 2    | 3       | 9       |
| سباق الدراجات                | 4     | 2    | 1       | 7       |
| المسايفة على الكراسي         | 3     | 5    | 6       | 14      |
| تنس الطاولة                  | 3     | 3    | 8       | 14      |
| كرة القدم السباعية للمكفوفين | 3     | 2    | 0       | 5       |
| التجديف                      | 3     | 1    | 1       | 5       |
| الرماية                      | 2     | 3    | 5       | 10      |
| الباراكانوي                  | 2     | 3    | 0       | 5       |
| النبالة                      | 0     | 1    | 0       | 1       |
| كرة الطائرة                  | 0     | 0    | 1       | 1       |
| المجموع                      | 149   | 162  | 161     | 472     |

| الرياضة       | ذهبية | فضية | برونزية | المجموع |
| ------------- | ----- | ---- | ------- | ------- |
| البياثلون     | 22    | 28   | 27      | 77      |
| التزلج الريفي | 16    | 23   | 25      | 64      |
| المجموع       | 38    | 51   | 52      | 141     |

## الرياضيين الفائزين عدة مرات
فيما يلي قائمة بالرياضيين الأوكران الذين تُوجوا ب3 ميداليات على الأقل في مسابقة من مسابقات الألعاب البارالمبية سواء الصيفية أو الشتوية.

### الألعاب الصيفية
| الترتيب | الرياضي(ة)          | الرياضة            | سنوات المشاركة       | الألعاب | الجنس | الذهبية | الفضية | البرونزية | المجموع |
| ------- | ------------------- | ------------------ | -------------------- | ------- | ----- | ------- | ------ | --------- | ------- |
| 1       | ماكسيم كريباك       | السباحة            | 2016-2020            | 2       | ذكر   | 10      | 4      | 1         | 15      |
| 2       | ماكسيم فيراكسا      | السباحة            | 2008-2024            | 5       | ذكر   | 8       | 2      | 6         | 14      |
| 3       | يفغيني بوغودايكو    | السباحة            | 2012-2024            | 4       | ذكر   | 6       | 5      | 5         | 16      |
| 4       | فيكتور سميرنوف      | السباحة            | 2004-2012، 2020      | 4       | ذكر   | 6       | 4      | 5         | 15      |
| 5       | آنا ستيسنكو         | السباحة            | 2016-2024            | 3       | أنثى  | 5       | 3      | 2         | 10      |
| 6       | يليزافيتا ميريشكو   | السباحة            | 2016-2020            | 2       | أنثى  | 5       | 2      | 2         | 9       |
| 7       | أليكسي فيدينا       | السباحة            | 2008-2016            | 3       | ذكر   | 5       | 2      | 1         | 8       |
| 8       | أوكسانا زوبكوفسكا   | ألعاب القوى        | 2008-2024            | 5       | أنثى  | 5       | 0      | 0         | 5       |
| 9       | أندري تروسوف        | السباحة            | 2020-2024            | 2       | ذكر   | 4       | 5      | 1         | 10      |
| 10      | دينيس دوبروف        | السباحة            | 2016-2020            | 2       | ذكر   | 4       | 3      | 4         | 11      |
| 11      | يغور ديمينتيف       | سباق الدراجات      | 2012-2024            | 4       | ذكر   | 4       | 3      | 1         | 8       |
| 12      | إيغور تسفيتوف       | ألعاب القوى        | 2016-2024            | 3       | ذكر   | 4       | 2      | 0         | 6       |
| 13      | دميترو أليكسييف     | السباحة            | 2004-2008            | 2       | ذكر   | 4       | 1      | 2         | 7       |
| 13      | رومان بافليك        | ألعاب القوى        | 2008-2012            | 2       | ذكر   | 4       | 1      | 2         | 7       |
| 15      | أليكساندر ماشتشينكو | السباحة            | 2000-2012            | 4       | ذكر   | 4       | 1      | 1         | 6       |
| 16      | سيرغي كليبيرت       | السباحة            | 2004-2016            | 4       | ذكر   | 3       | 4      | 5         | 12      |
| 17      | تاراس دوتكو         | كرة القدم السباعية | 2000-2016            | 5       | ذكر   | 3       | 2      | 0         | 5       |
| 17      | ماريا بومازان       | ألعاب القوى        | 2012-2020            | 3       | أنثى  | 3       | 2      | 0         | 5       |
| 17      | فيتالي تروشيف       | كرة القدم السباعية | 2000-2016            | 5       | ذكر   | 3       | 2      | 0         | 5       |
| 20      | ليديا سولوفيوفا     | رفع الأثقال        | 2000-2016            | 5       | أنثى  | 3       | 1      | 1         | 5       |
| 21      | فولوديمير أنتونيوك  | كرة القدم السباعية | 2000-2008، 2016      | 4       | ذكر   | 3       | 1      | 0         | 4       |
| 21      | ناتاليا برولوغايفا  | السباحة            | 2012                 | 1       | أنثى  | 3       | 1      | 0         | 4       |
| 23      | غينادي بويكو        | السباحة            | 2012-2016            | 2       | ذكر   | 3       | 0      | 0         | 3       |
| 24      | ياروسلاف دينيسينكو  | السباحة            | 2016-2024            | 3       | ذكر   | 2       | 4      | 1         | 7       |
| 25      | دميترو فينوغراديتس  | السباحة            | 2008-2012            | 2       | ذكر   | 2       | 3      | 2         | 7       |
| 26      | فيكتور ديدوخ        | تنس الطاولة        | 2016-2024            | 3       | ذكر   | 2       | 2      | 1         | 5       |
| 27      | إنا ستريجاك         | ألعاب القوى        | 2000-2012            | 4       | أنثى  | 2       | 1      | 4         | 7       |
| 28      | أليكساندر دريغا     | ألعاب القوى        | 2004                 | 1       | ذكر   | 2       | 1      | 2         | 5       |
| 29      | أوكسانا بوتورتشوك   | ألعاب القوى        | 2008-2012، 2020-2024 | 4       | أنثى  | 1       | 9      | 2         | 12      |
| 30      | أولينا أكوبيان      | السباحة            | 1996-2008            | 4       | أنثى  | 1       | 8      | 4         | 13      |

### الألعاب الشتوية
| الترتيب | الرياضي(ة)          | الرياضة                   | سنوات المشاركة | الألعاب | الجنس | الذهبية | الفضية | البرونزية | المجموع |
| ------- | ------------------- | ------------------------- | -------------- | ------- | ----- | ------- | ------ | --------- | ------- |
| 1       | فيتالي لوكيانينكو   | البياثلون · التزلج الريفي | 2006-2022      | 5       | ذكر   | 8       | 4      | 3         | 15      |
| 2       | أوكسانا شيشكوفا     | البياثلون · التزلج الريفي | 2014-2022      | 3       | أنثى  | 5       | 4      | 5         | 14      |
| 3       | أليكساندرا كونونوفا | البياثلون · التزلج الريفي | 2010-2022      | 4       | أنثى  | 5       | 3      | 1         | 9       |
| 4       | أولينا يوركوفسكا    | البياثلون · التزلج الريفي | 2002-2014      | 4       | أنثى  | 4       | 5      | 5         | 14      |
| 5       | غريغوري فوفتشينسكي  | البياثلون · التزلج الريفي | 2010-2022      | 4       | ذكر   | 3       | 4      | 4         | 11      |
| 6       | ليودميلا لياشينكو   | البياثلون                 | 2014-2022      | 3       | أنثى  | 2       | 1      | 2         | 5       |
| 7       | يوري كوستيوك        | البياثلون · التزلج الريفي | 2006-2010      | 2       | ذكر   | 1       | 4      | 1         | 6       |
| 8       | ليودميلا بافلينكو   | البياثلون · التزلج الريفي | 2006-2014      | 3       | أنثى  | 1       | 1      | 5         | 7       |

## أنظر أيضا
- أوكرانيا في الألعاب الأولمبية